# هلوتسیا
هِلوِتسیا (به مجاری:  Helvécia) یک منطقهٔ مسکونی در مجارستان است که در ناحیه کچکمت واقع شده‌است. هلوتسیا ۵۶٫۴۷ کیلومتر مربع مساحت و ۴٬۵۲۲ نفر جمعیت دارد.

## خواهرخوانده
شهر Sirnach خواهرخواندهٔ هلوتسیا هست.